# Echipa națională de handbal feminin a Rusiei

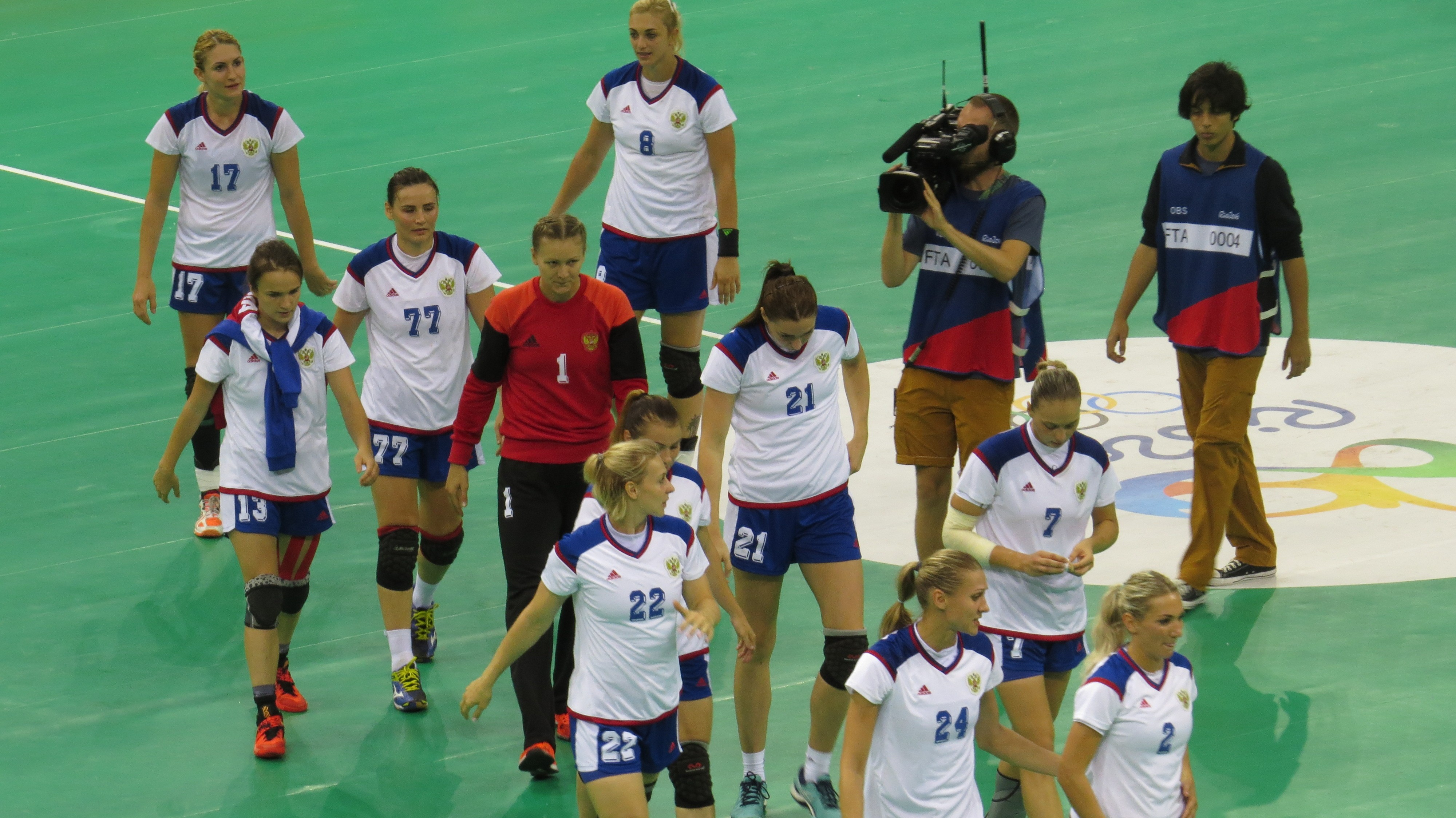
Echipa Rusiei la Olimpiada din 2016

Echipa națională de handbal feminin a Rusiei este echipa națională de handbal a Rusiei și se află sub controlul Federației Ruse de Handbal. Selecționata participă în competițiile internaționale de handbal. Din 20 septembrie 2021, antrenorul principal este fosta handbalistă Liudmila Bodnieva.
Rusia este singura selecționată națională de handbal ce a câștigat trei campionate mondiale consecutive și este considerată continuatoarea echipelor URSS și CSI.

### Rezultate olimpice
| An   | Poziție          |
| ---- | ---------------- |
| 2020 | locul 2          |
| 2016 | câștigătoare     |
| 2012 | locul 8          |
| 2008 | locul 2          |
| 2004 | Nu s-a calificat |
| 2000 | Nu s-a calificat |
| 1996 | Nu s-a calificat |

### Rezultate la Campionatul Mondial
| An   | Poziție          |
| ---- | ---------------- |
| 2027 |                  |
| 2025 |                  |
| 2023 |                  |
| 2021 | calificată       |
| 2019 | locul 3          |
| 2017 | locul 5          |
| 2015 | locul 5          |
| 2013 | nu s-a calificat |
| 2011 | locul 6          |
| 2009 | câștigătoare     |
| 2007 | câștigătoare     |
| 2005 | câștigătoare     |
| 2003 | locul 7          |
| 2001 | câștigătoare     |
| 1999 | locul 12         |
| 1997 | locul 4          |
| 1995 | locul 6          |
| 1993 | locul 5          |

### Rezultate la Campionatele Europene

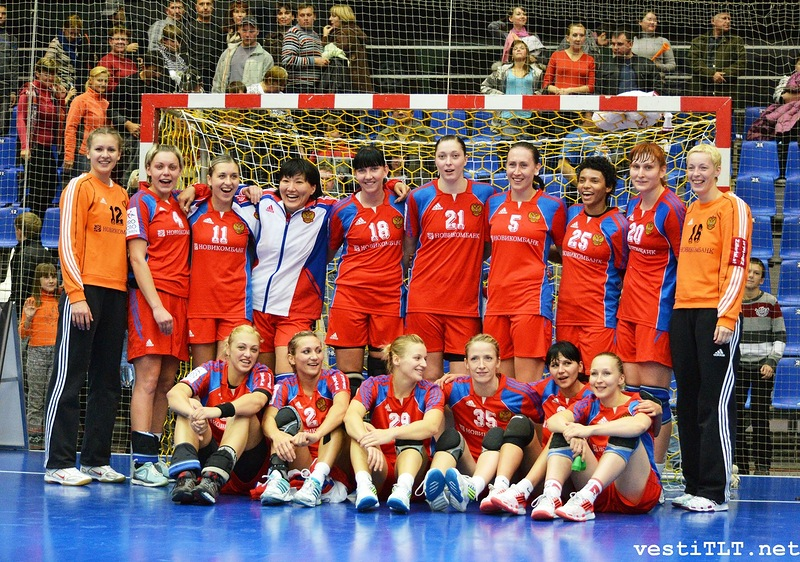
Echipa Rusiei în anul 2011

| An   | Poziție  |
| ---- | -------- |
| 2024 |          |
| 2022 |          |
| 2020 | locul 5  |
| 2018 | locul 2  |
| 2016 | locul 7  |
| 2014 | locul 14 |
| 2012 | locul 6  |
| 2010 | locul 7  |
| 2008 | locul 3  |
| 2006 | locul 2  |
| 2004 | locul 4  |
| 2002 | locul 4  |
| 2000 | locul 3  |
| 1998 | locul 9  |
| 1996 | locul 7  |
| 1994 | locul 6  |

## Rezultate la alte turnee
- Trofeul Carpați 1995: locul 2
- Trofeul Carpați 1997: locul 2
- Trofeul Carpați 2000: Câștigătoare
- Cupa Møbelringen 2001: Câștigătoare
- Trofeul Carpați 2002: locul 2
- Cupa Møbelringen 2004: locul 2
- Cupa Møbelringen 2005: locul 2
- Cupa Mondială GF 2005: locul 3
- Cupa Møbelringen 2006: locul 2
- Cupa Mondială GF 2006: Câștigătoare
- Cupa Møbelringen 2007: locul 2
- Cupa Mondială GF 2007: Câștigătoare
- Cupa Møbelringen 2008: locul 2
- Cupa Møbelringen 2009: locul 2
- Cupa Mondială GF 2011: Câștigătoare
- Cupa Møbelringen 2015: Câștigătoare
- Cupa Møbelringen 2017: locul 2
- Trofeul Carpați 2018: locul 3

## Echipa
Echipa înregistrată de Rusia în vederea turneului olimpic de calificare, care a avut loc între 19 și 21 martie 2021, în Ungaria:
| Nr.     | Nume                    | Data nașterii | Înălțime (cm) | Greutate (kg) | Club          | Braț de joc | Rang                               |
| Portari | Portari                 | Portari       | Portari       | Portari       | Portari       | Portari     | Portari                            |
| ------- | ----------------------- | ------------- | ------------- | ------------- | ------------- | ----------- | ---------------------------------- |
| 01      | Anna Sedoikina          | 01.08.1984    | 189           | 73            | ȚSKA Moscova  | Drept       | Maestru Emerit al Sportului        |
| 16      | Galina Gabisova         | 17.06.1985    | 180           | 69            | Rostov-Don    | Drept       | Maestru Internațional al Sportului |
| 88      | Viktoria Kalinina       | 08.12.1988    | 183           | 74            | Rostov-Don    | Drept       | Maestru Emerit al Sportului        |
| Extreme |                         |               |               |               |               |             |                                    |
| 18      | Daria Samohina          | 12.08.1992    | 175           | 60            | Astrahanocika | Drept       | Maestru Internațional al Sportului |
| 25      | Olga Fomina             | 17.04.1989    | 175           | 69            | Lada          | Stâng       | Maestru al Sportului               |
| 36      | Iulia Managarova        | 27.09.1988    | 163           | 68            | Rostov-Don    | Stâng       | Maestru Internațional al Sportului |
| 63      | Kristina Kojocar        | 28.02.1994    | 174           | 65            | Rostov-Don    | Drept       | Maestru al Sportului               |
| Centri  |                         |               |               |               |               |             |                                    |
| 07      | Daria Dmitrieva         | 09.08.1995    | 181           | 74            | ȚSKA Moscova  | Drept       | Maestru Emerit al Sportului        |
| 31      | Karina Sabirova         | 23.03.1998    | 178           | 76            | Astrahanocika | Drept       | Maestru Internațional al Sportului |
| 33      | Ekaterina Ilina         | 07.03.1991    | 174           | 63            | ȚSKA Moscova  | Drept       | Maestru Emerit al Sportului        |
| Pivoți  |                         |               |               |               |               |             |                                    |
| 19      | Ksenia Makeeva          | 19.09.1990    | 186           | 82            | Rostov-Don    | Drept       | Maestru Emerit al Sportului        |
| 67      | Anastasia Ilarionova    | 28.03.1999    | 179           | 70            | ȚSKA Moscova  | Drept       | Maestru al Sportului               |
| Interi  |                         |               |               |               |               |             |                                    |
| 09      | Olga Gorșenina          | 09.11.1990    | 181           | 73            | ȚSKA Moscova  | Drept       | Maestru al Sportului               |
| 14      | Polina Vedehina         | 06.01.1994    | 177           | 65            | ȚSKA Moscova  | Drept       | Maestru al Sportului               |
| 17      | Vladlena Bobrovnikova   | 24.10.1987    | 182           | 72            | Rostov-Don    | Drept       | Maestru Emerit al Sportului        |
| 34      | Elizaveta Malașenko     | 26.02.1996    | 179           | 65            | Astrahanocika | Drept       | Maestru Internațional al Sportului |
| 39      | Antonina Skorobogacenko | 14.02.1999    | 181           | 72            | ȚSKA Moscova  | Stâng       | Maestru al Sportului               |
| 61      | Valeria Maslova         | 23.01.2001    | 185           | 68            | ŽRK Budućnost | Stâng       | Maestru al Sportului               |

| Funcție             | Nume             | Data nașterii | Țara     |
| ------------------- | ---------------- | ------------- | -------- |
| Antrenor principal  | Alexei Аlekseev  | 05.03.1965    | Rusia    |
| Antrenor secund     | Tomáš Hlavatý    | 31.12.1986    | Slovacia |
| Antrenor secund     | Olga Akopian     | 04.03.1985    | Rusia    |
| Antrenor-consultant | Evgheni Trefilov | 04.09.1955    | Rusia    |